# HMS Coventry (1986)
HMS Coventry (D118) (англ. Её Величества Корабль «Ковентри»), с 2004 года Regele Ferdinand (F-221) (рум. Реджеле Фердинанд) — фрегат типа 22 британского производства, служивший в составе Королевских военно-морских сил Великобритании с 1988 по 2002 годы и проданный в 2003 году Румынии. С 2004 года — флагман ВМС Румынии. Изначально должен был называться «Боудикка» (англ. Boadicea), но принял имя «Ковентри» в честь одноимённого эсминца типа 42, потопленного во время Фолклендской войны. В Румынии получил имя в честь одноимённой серии эсминцев и головного корабля этой серии.

## Сравнительные характеристики

### Размеры, двигатель, скорость
| Параметры          | В составе ВМС Великобритании                                                       | В составе ВМС Румынии                          |
| ------------------ | ---------------------------------------------------------------------------------- | ---------------------------------------------- |
| Водоизмещение      | 4800                                                                               | 5300                                           |
| Длина              | 146,5                                                                              | 148,1                                          |
| Ширина             | 14,8                                                                               | 14,8                                           |
| Осадка             | 6,4                                                                                | 6,4                                            |
| Двигатели          | 2 газовые турбины Rolls-Royce Olympus TM3B 2 газовые турбины Rolls-Royce Tyne RM1C | 4 газовые турбины Rolls-Royce                  |
| Мощность           | 63700 л.с.                                                                         | 63700 л.с.                                     |
| Скорость           | 18 узлов (крейсерская) 30 узлов (максимальная)                                     | 18 узлов (крейсерская) 30 узлов (максимальная) |
| Дальность плавания | 8 тысяч морских миль                                                               | 4,5 тысяч морских миль                         |
| Экипаж             | 273 чел.                                                                           | 250 чел.                                       |

### Вооружение
| Тип оружия                | В составе ВМС Великобритании                                                     | В составе ВМС Румынии                    |
| ------------------------- | -------------------------------------------------------------------------------- | ---------------------------------------- |
| Радиолокационное          | 9 радаров                                                                        | 9 радаров                                |
| Радиоэлектронное          | Постановщик пассивных помех, система РЭБ                                         | Постановщик пассивных помех, система РЭБ |
| Артиллерия                | 2 x 20-мм орудия GAM-BO1                                                         | 76 mm/62 Compact (SR) OTO Melara         |
| Противокорабельные ракеты | 4 пусковые установки Exocet SSM                                                  | отсутствуют                              |
| Зенитные ракеты           | 2 x 6 GWS25 ЗРК «Sea Wolf» (против авиации на средних и больших высотах)         | отсутствуют                              |
| Зенитная артиллерия       | 2 x 30-мм зенитные пушки, 4 x 7,62-мм пулемёты (против авиации на малых высотах) | отсутствуют                              |
| Авиационная группа        | 2 вертолёта Lynx MK 8                                                            | вертолёт IAR-330 Puma Naval              |

## Служба

### Великобритания
Заложен компанией «Swan Hunter» 29 марта 1984 года. Спущен на воду 8 апреля 1986 года, введён в состав ВМС Великобритании 14 октября 1988 года. С 1990 по 1996 годы — лидер 1-й эскадры фрегатов. 17 января 2002 года исключён из состава ВМС Великобритании.

### Румыния
14 января 2003 года «Ковентри» был приобретён Румынией и переименован в «Реджеле Фердинанд». 19 августа 2004 года корабль был окончательно передан Румынии и прошёл испытания. 9 сентября 2004 года принят в состав ВМС Румынии и назначен флагманом румынского флота. В ходе модернизации с корабля было убрано вооружение, а его размеры и водоизмещение также изменились. В прессе не умолкали споры о цене покупки корабля.
22 марта 2011 года президент Румынии Траян Бэсеску после встречи с Высшим советом национальной обороны объявил о грядущей отправке корабля с 205 моряками и 2 офицерами для контроля над эмбарго на поставку оружия в Средиземном море — часть операции «Союзный защитник» в рамках иностранной военной интервенции в Ливию. Фрегат прошёл 17400 морских миль, выполнив 770 заданий.
Фрегат «Реджеле Фердинанд» принимал участие в операции «Активные усилия» в 2005, 2007, 2008 и 2010 годах в Средиземном море, в болгарских учениях «Breeze — CertExam» в 2007 и 2008 годах, в хорватских учениях «Noble Midas» в 2007 году и в Италии в 2008 году. С 13 сентября 2012 года участник операции «Аталанта», перевозил коммандос подразделения GNFOS. С августа 2014 года состоит во 2-й морской стационарной группе НАТО, действующей в Чёрном море в рамках учений «Sea Breeze».
5 марта 2022 года направлен в Черное море.

## Командиры фрегата ВМС Великобритании
| Список командиров фрегата «Ковентри» | Список командиров фрегата «Ковентри» | Список командиров фрегата «Ковентри» |
| Начало службы                        | Конец службы                         | Имя                                  |
| ------------------------------------ | ------------------------------------ | ------------------------------------ |
| 1988                                 | 1990                                 | Эдвард Хакетт                        |
| 1990                                 | 1991                                 | Роджер Ч. Лэйн-Нотт                  |
| 1991                                 | 1993                                 | Стивен Э. Сандерс                    |
| 1993                                 | 1994                                 | Кристофер Д. Стэнфорд                |
| 1994                                 | 1996                                 | Томас Мортон                         |
| 1999                                 | 2001                                 | Филипп Джонс                         |

C 2009 года командиром корабля в ВМС Румынии является коммандор Михай Панаит